# Enno Mõts

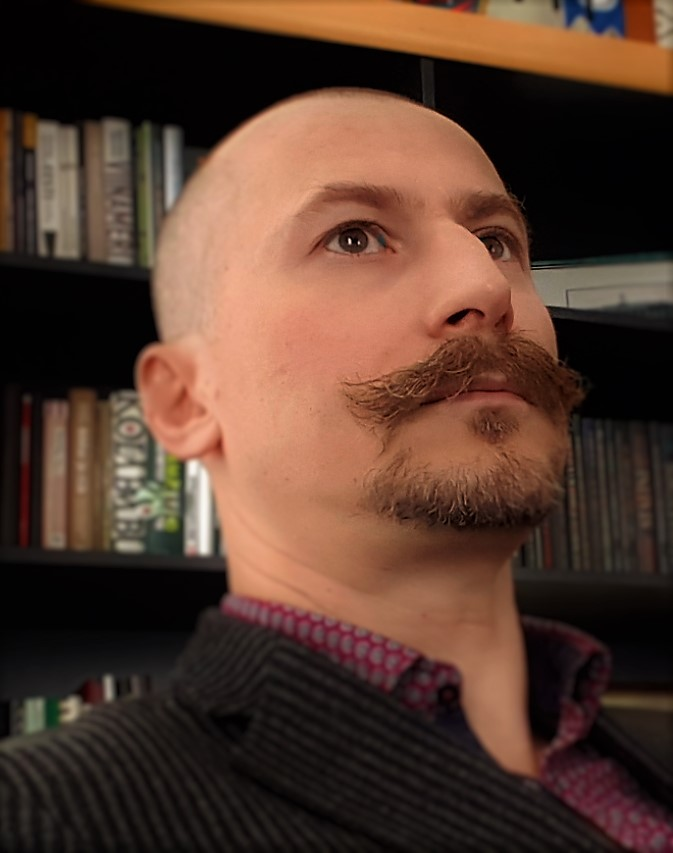
Enno Mõts (2017)

Enno Mõts (* 14. Oktober 1974 in Tartu) ist ein estnischer Offizier im Range eines Generalmajors. Seit August 2024 ist er der Vertreter der estnischen Streitkräfte bei der NATO und EU. Von 2021 bis 2024 war er Stabschef der estnische Streitkräfte und zuvor bereits Kommandant der zweiten Brigade des Heeres und der Militärakademie des Landes.

## Leben
Enno Mõts wurde 1974 in Tartu, der zweitgrößten Stadt der damaligen Estnischen SSR, geboren. 

### Militärische Laufbahn
Beförderungen
- Leutnant (1996)
- Oberleutnant (2000)
- Hauptmann (2003)
- Major (2007)
- Oberstleutnant (2011)
- Oberst (2017)
- Brigadegeneral (2020)
- Generalmajor (2023)

Von 1992 bis 1996 besuchte Enno Mõts die neu gegründete estnische Akademie für öffentliche Sicherheit, danach diente er beim Kuperjanov-Infanteriebataillon. Nach einem Aufbaulehrgang in den USA übernahm er ab 1999 verschiedene Aufgaben im Bereich der Artillerietruppe der Verteidigungsstreitkräfte. Im Jahr 2005 wechselte er an die estnische Militärakademie und war dort zunächst als Lektor am Lehrstuhl für Taktik beschäftigt, dessen Leitung er 2007 übernahm. Damit verbunden war die Beförderung zum Major im selben Jahr.
Als Stabsoffizier verblieb Enno Mõts noch bis 2012 an der Militärakademie und besuchte in dieser Zeit ein Aufbaustudium an der Universität Tartu, dass er 2011 mit einem Master der Sozialwissenschaften abschloss. Anschließend fand er als Kommandeur des Nordost-Verteidigungsbezirks Verwendung. Im Jahr 2014 wechselte er in gleicher Position in den südlichen Verteidigungsbezirk. Als 2015 das estnische Verteidigungskonzept umgestellt wurde, wurde der südliche Verteidigungsbezirk in die zweite Brigade überführt. Mõts wurde daraufhin deren erster Kommandant. Von 2015 bis 2016 war er Berater des Generalstabs für den Bereich Ausbildung.
Im Jahr 2016 übernahm er das Kommando über die estnische Militärakademie. Auf diesem Posten wurde er im Juni 2020 zum Brigadegeneral befördert. Nach einem weiteren Jahr als Kommandant der Militärakademie wurde er am 19. Juni 2021 zum Stabschef der estnische Streitkräfte ernannt. Im Rahmen der Beförderungen zum Jahrestag der estnischen Staatsgründung wurde Enno Mõts am 22. Februar 2023 zum Generalmajor befördert. Zum 1. August 2024 wurde er, in der Nachfolge von Indrek Sirel, zum militärischen Vertreter Estlands bei der NATO und der EU ernannt.